# Lazy Town Extra
Lazy Town Extra è una serie televisiva per bambini realizzata nel Regno Unito, andato in onda nel 2008 su CBeebies. La serie è il primo ed unico spin-off della serie televisiva Lazy Town. In Italia è inedita.

## Episodi
| n° | Titolo originale      | Prima TV UK       |
| -- | --------------------- | ----------------- |
| 1  | Goal!                 | 15 settembre 2008 |
| 2  | I Love Sports Candy   | 16 settembre 2008 |
| 3  | Ready, Set, Go!       | 17 settembre 2008 |
| 4  | Fantastic Gymnastics! | 18 settembre 2008 |
| 5  | Splish Splash         | 22 settembre 2008 |
| 6  | Cleanup!              | 23 settembre 2008 |
| 7  | Pedal Power           | 24 settembre 2008 |
| 8  | Picnic Time           | 25 settembre 2008 |
| 9  | Let's Dance           | 29 settembre 2008 |
| 10 | Smart Art             | 30 settembre 2008 |
| 11 | Slam Dunk!            | 1º ottobre 2008   |
| 12 | Let's Jump!           | 3 ottobre 2008    |
| 13 | Teethtastic!          | 6 ottobre 2008    |
| 14 | Outdoor Action!       | 7 ottobre 2008    |
| 15 | Let's Roll!           | 8 ottobre 2008    |
| 16 | Great Greens          | 9 ottobre 2008    |
| 17 | Jump Up!              | 13 ottobre 2008   |
| 18 | It's Hip To Skip      | 14 ottobre 2008   |
| 19 | Deep Sleep            | 15 ottobre 2008   |
| 20 | Kick Tricks!          | 16 ottobre 2008   |
| 21 | Do Re Mi!             | 20 ottobre 2008   |
| 22 | Bounce Away           | 21 ottobre 2008   |
| 23 | Super Speed           | 22 ottobre 2008   |
| 24 | Tall Stories          | 23 ottobre 2008   |
| 25 | Ice Is Nice           | 27 ottobre 2008   |
| 26 | One, Two, Ski!        | 28 ottobre 2008   |